# Chiesa dell'Annunciazione della Beata Vergine Maria (Grisignano di Zocco)
La chiesa dell'Annunciazione della Beata Vergine Maria è la parrocchiale di Grisignano di Zocco, in provincia di Vicenza e diocesi di Padova; fa parte del vicariato di Montegalda.

## Storia
Anticamente esisteva in zona un ospedale con il titolo di Santa Maria de Zoco, citato nella decima papale del 1297; anche la chiesa grisignanese era dedicata alla Vergine.
Verso la metà del XIX secolo la parrocchiale fu interessata da un intervento di rifacimento; l'edificio venne poi ampliato tra il 1908 e 1910 mediante la costruzione delle due navate laterali.
La nuova torre campanaria fu eretta tra il 1925 e il 1926 in sostituzione di quella demolita un quindicennio prima.
Nel 1970 il presbiterio, l'abside e la sagrestia, che già da tempo versavano in cattive condizioni, vennero demoliti e riedificati in forme moderne e secondo le norme postconciliari.

## Descrizione

### Esterno
La neoclassica facciata a salienti della chiesa, rivolta a oriente, presenta centralmente il portale d'ingresso, sormontato dall'architrave e affiancato da due copie di semicolonne ioniche sorreggenti il timpano triangolare, mentre le due ali laterali sono caratterizzate da lesene poggianti su alti basamenti.
A pochi metri dalla parrocchiale si erge su un alto basamento a scarpa il campanile a pianta quadrata; la cella presenta su ogni lato una monofora a tutto sesto protetta da balaustra ed è coronata dalla guglia piramidale poggiante sul tamburo a base ottagonale.

### Interno
L'interno dell'edificio è suddiviso in tre navate da colonne sorreggenti degli archi a tutto sesto, sopra i quali corre la cornice modanata e aggettante su cui si imposta la volta a schifo, abbellita da un affresco; al termine dell'aula si sviluppa il moderno presbiterio, rialzato di alcuni gradini, ospitante l'altare maggiore e chiuso dall'abside di forma quadrangolare.
Qui sono conservate diverse opere di pregio, tra le quali il Crocifisso ligneo, intagliato nel XVIII secolo, e la tela con soggetto Maria che riceve l'annuncio della sua prossima maternità dall'arcangelo Gabriele, risalente al Seicento.